# Dipartimento di Nassian
Il dipartimento di Nassian è un dipartimento della Costa d'Avorio situato nella regione di Bounkani, distretto di Zanzan.
La popolazione censita nel 2014 era pari a 44.528 abitanti.
Il dipartimento è suddiviso nelle sottoprefetture di Bogofa, Kakpin, Koutouba, Nassian e Sominassé.